# Bülent Eczacıbaşı
Bülent Eczacıbaşı (* 1949 in Istanbul, Türkei) ist Vorstandsvorsitzender der Eczacıbaşı Holding A.Ş., die auf verschiedenen Gebieten wie Pharmazie, Bauprodukte und Verbrauchsgüter tätig ist.

## Leben
Bülent Eczacıbaşı setzte nach Abschluss des Deutschen Gymnasiums Istanbul seine Ausbildung an der TU Berlin und anschließend an der Universität London fort und schloss sein Studium am Massachusetts Institute of Technology mit dem Master als Chemieingenieur ab.
Sein Berufsleben begann Bülent Eczacıbaşı 1974 bei der Eczacıbaşı Holding und übernahm Führungsaufgaben in verschiedenen Unternehmen der Holding. 
1991–1993 war er Vorstandsvorsitzender des Vereins Türkischer Unternehmer und Geschäftsleute TÜSİAD, von 1997 bis 2001 Vorsitzender des Hohen Beratungsrats von TÜSIAD, 1993–97 Gründungspräsident der Stiftung für wirtschaftliche und soziale Studien TESEV und 2000–2008 Vorsitzender des Arbeitgeberverbands der chemischen Industrie.
Nach wie vor Vorstandsvorsitzender der Eczacıbaşı Holding ist Bülent Eczacıbaşı Ehrenvorsitzender von TÜSIAD, Ehrenvorsitzender des Arbeitgeberverbands der chemischen Industrie, Vorsitzender des Stiftungsvorstands der Istanbuler Stiftung für moderne Kunst, in deren Trägerschaft sich das Istanbul Modern Museum für Kunst der Gegenwart befindet, sowie Mitglied im ERT – European Round Table of Industrialists.
Darüber hinaus ist Eczacıbaşı Mitglied im TESEV Beirat, dem Beirat der Harvard Kennedy School und des internationalen Beirats der Akbank.
Bülent Eczacıbaşı ist verheiratet und hat zwei Kinder.